# Maison à pans de bois (Amboise, 52 rue Rabelais)
La maison à pans de bois (52, rue Rabelais) est une demeure particulière construite au XVe siècle dans la ville d'Amboise, dans le département français d'Indre-et-Loire.
Sa façade à pans de bois et sa toiture sont inscrites comme monuments historiques en 1948.

## Localisation
Le maison se trouve sur le côté sud de la rue Rabelais qui suit la rive gauche de l'Amasse. Ce quartier se trouve, au moment de la construction de cette maison, en-dehors de la ville close, dans ses faubourgs sud.

## Histoire
La construction de cet édifice date du XVe siècle.
Les façades et la toiture de cette maison sont inscrites comme monuments historiques par arrêté du 1er juin 1948. Alors que dans les années 1950 sa façade est intégralement recouverte d'enduit, une restauration ultérieure remet au jour ses pans de bois.

## Description

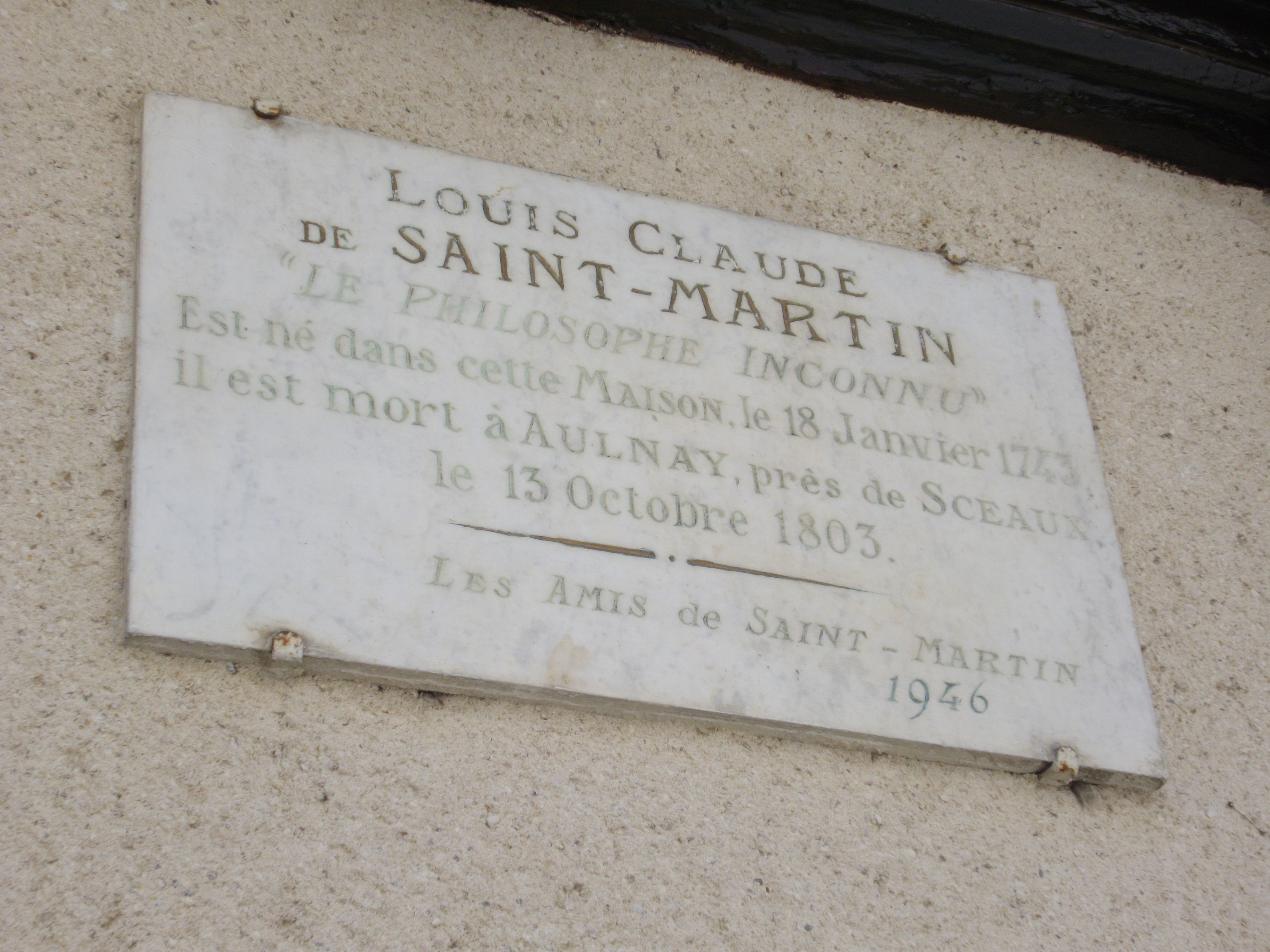
Plaque commémorative erronée.

La maison présente un rez-de-chaussée en pierre de taille surmonté d'un étage à pans de bois en encorbellement. Cet encorbellement est soutenu par des poteaux en bois engagés. Une lucarne éclaire le comble. 
Côté cour, une tourelle à pans de bois dessert l'étage et le comble.
Cette maison n'est pas celle qui a vu naître Louis-Claude de Saint-Martin, contrairement à ce qu'indique une plaque apposée sur sa façade. Le philosophe est en réalité né non loin de là.

## Pour en savoir plus